# Zoltán Klimo
Zoltán Klimo (23. prosince 1905 Banská Bystrica – 19. ledna 1974 Košice) byl slovenský lékař, psychiatr a univerzitní profesor, nositel Řádu práce.

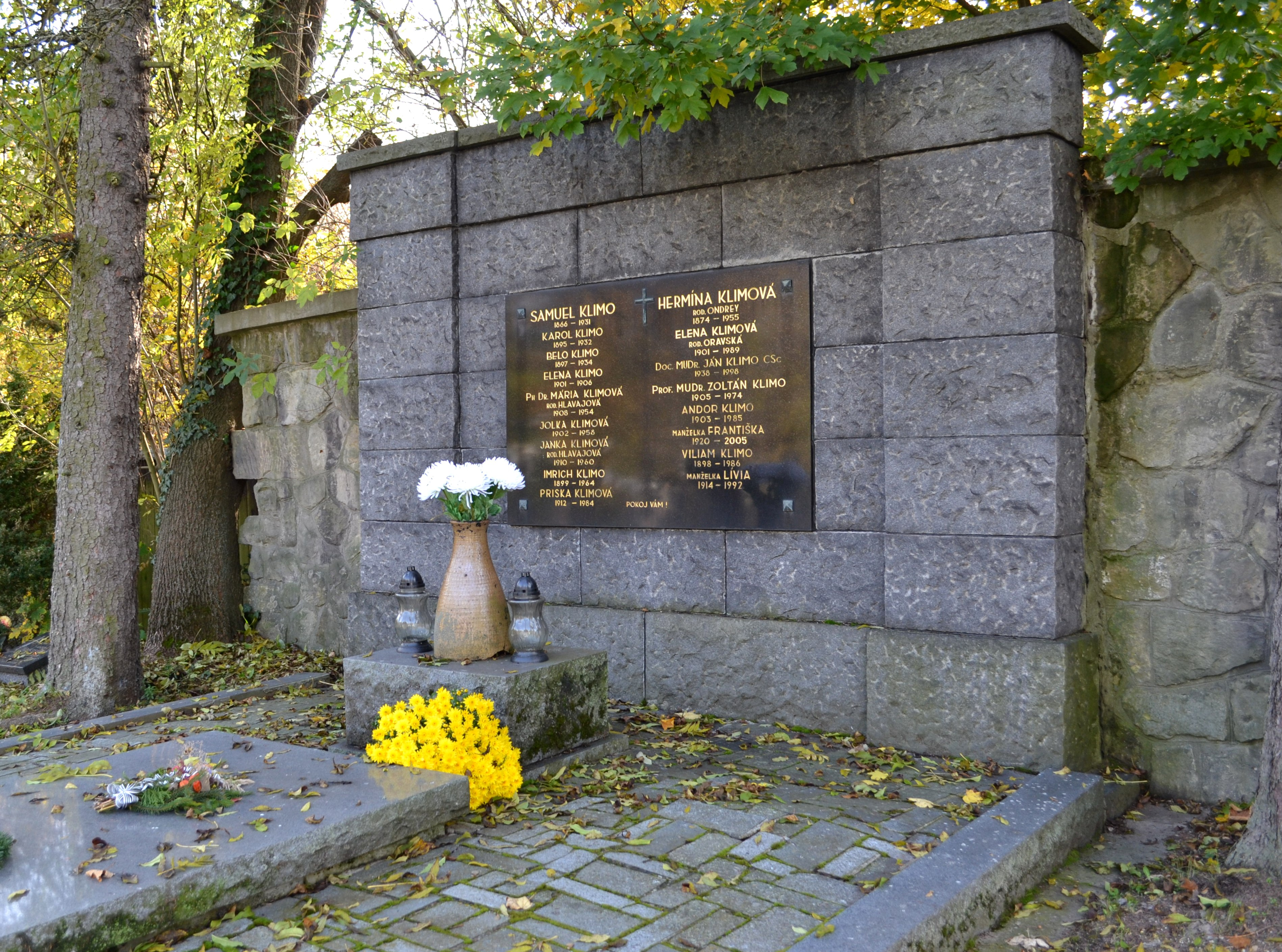
Hrobka rodiny klimovcov v Banské Bystrici

Klimo studoval na gymnáziu v Banské Bystrici. Po složení maturitní zkoušky odešel do Prahy, kde v letech 1924-1930 studoval medicínu na Lékařské fakultě Karlovy univerzity v Praze. Roku 1930 dosáhl titulu MUDr. Po skončení druhé světové války se stal docentem a od roku 1967 i profesorem. V letech 1930-36 pracoval jako asistent na psychiatrické klinice v Praze. Později, v letech 1936-38 působil jako pracovník neuropsychiatrické kliniky v Bratislavě. V letech 1938-45 byl přednostou nemocnice v Martině. Jako lékař působil i v řadách slovenských povstání, kde pomáhal léčit zraněné.
V letech 1946-48 pracoval jako přednosta neuropsychického oddělení Státní nemocnice v Košicích. V období let 1948-72 pracoval jako přednosta psychiatrické kliniky a vedoucí katedry psychiatrie na Lékařské fakultě Univerzity Pavla Josefa Šafárika v Košicích. Zaměřoval se na problémy diagnostiky a terapie nervových chorob a na protialkoholní léčbu.

## Díla
- Schizofrénia – Bratislava 1959
- Niektoré psychiatrické problémy vo výchove mládeže – Košice 1952
- Otázka vedomia apodvedomia – Prešov 1965
- Úvod do medicínskej psychológie a všeobecnej psychológie – Bratislava 1970